# Sarai (Rjasan)
Sarai (russisch Сара́и) ist eine Siedlung städtischen Typs in der Oblast Rjasan in Russland mit 5802 Einwohnern (Stand 14. Oktober 2010).

## Geographie
Der Ort liegt etwa 130 km Luftlinie südöstlich des Oblastverwaltungszentrums Rjasan am linken Ufer der Wjorda, eines linken Nebenflusses der Para.
Sarai ist Verwaltungszentrum des Rajons Sarajewski sowie Sitz und einzige Ortschaft der Stadtgemeinde Sarajewskoje gorodskoje posselenije.

## Geschichte
Der Ort wurde 1640 erstmals urkundlich erwähnt. Insbesondere im Verlauf der zweiten Hälfte des 19. Jahrhunderts gelangte er nach Vorbeiführung der Bahnstrecke Rjaschsk – Sysran zu einiger wirtschaftlicher Bedeutung und wurde 1905 Sitz einer Wolost des Ujesds Saposchok im Gouvernement Rjasan.
Seit 12. Juli 1929 ist Sarai Verwaltungssitz eines nach ihm benannten Rajons. 1960 erhielt der Ort den Status einer Siedlung städtischen Typs.

### Bevölkerungsentwicklung
| Jahr | Einwohner |
| ---- | --------- |
| 1905 | 3225      |
| 1939 | 6479      |
| 1959 | 5160      |
| 1970 | 6513      |
| 1979 | 6929      |
| 1989 | 7996      |
| 2002 | 6604      |
| 2010 | 5802      |

Anmerkung: ab 1939 Volkszählungsdaten

## Verkehr
In Sarai befindet sich bei Kilometer 377 die Station Wjorda an  der auf diesem Abschnitt 1867 eröffneten an der Bahnstrecke (Moskau –) Rjaschsk – Pensa – Sysran.
Die Siedlung liegt an der Regionalstraße 61K-015 von Saposchok nach Schazk, wo gut 50 km nordwestlich Anschluss an die föderale Fernstraße M5 Ural Moskau – Samara – Tscheljabinsk besteht. Nach Westen zweigt die 61K-041 in Richtung Ucholowo ab.

## Persönlichkeiten
- Albert Sjomin (* 1937), Agrarwissenschaftler
- Ernst Safonow (1938–1994), Schriftsteller, Journalist und Publizist